# Georgi Markow (Schriftsteller)
Georgi Iwanow Markow (bulgarisch Георги Иванов Марков; * 1. März 1929 in Sofia; † 11. September 1978 in London) war ein bulgarischer Schriftsteller, Theaterautor und Dissident, der in einem Aufsehen erregenden Regenschirmattentat von der bulgarischen Geheimpolizei Komitee für Staatssicherheit ermordet wurde.

## Leben
Markow emigrierte 1969 aus Bulgarien nach Italien, wo sein Bruder wohnte, und arbeitete später in London als Journalist. Er kritisierte öffentlich die kommunistische Führung seines Heimatlandes; in den bulgarischen Programmen der BBC, der Deutschen Welle und von Radio Free Europe spottete er über den bulgarischen Diktator Todor Schiwkow.
Er wurde am 7. September 1978 auf der Waterloo Bridge in London Opfer des Regenschirmattentats, bei dem ein Mann ihm mit einem Regenschirm eine imprägnierte kleine Kugel, die sich an dessen Spitze befand, in die rechte Wade stach. Die Kugel aus einer Platin-Iridium-Legierung hatte einen Durchmesser von 1,52 mm und war mit etwa 200 Mikrogramm der hochgiftigen Substanz Rizin präpariert. Markow starb vier Tage später mit Fieber und Hypotonie an Herzversagen.
Als Täter wurde ein Agent des bulgarischen Geheimdienstes namens Francesco Giullino (Deckname Piccadilly) verantwortlich gemacht. Der frühere Generalmajor des sowjetischen Geheimdienstes Oleg Kalugin bestätigte in einem Interview mit dem bulgarischen Sender Darik Radio, dass dieses Attentat aufgrund eines Befehls Todor Schiwkows ausgeführt wurde. Der KGB lieferte das Gift und die Kapsel.
Postum wurde Markow 2000 mit dem höchsten bulgarischen Orden Stara Planina ausgezeichnet. Am 11. November 2014 wurde im Zentrum von Sofia eine Statue von ihm eingeweiht.

## Vernichtung der Unterlagen
Der ehemalige Geheimdienstchef Wladimir Todorow vernichtete 1990 nach der Revolution gegen die kommunistische Diktatur sechs Markow-Akten; er behauptete später, diese Unterlagen hätten keine operative oder historische Bedeutung gehabt. Todorow kam 1992 dafür 16 Monate ins Gefängnis; ein wichtiger Zeuge beging kurz vor seiner Vernehmung Suizid.

## Schriften
- Das Portrait meines Doppelgängers. Novelle. Aus dem Bulgarischen von Rumiana Ebert und von Ines Sevesta. Wieser, Klagenfurt 2010, ISBN 978-3-85129-862-8. (zuerst Sofia, 1966)
- Die Frauen von Warschau. Novelle. Aus dem Bulgarischen von Rumania Ebert und Ines Sebesta. Wieser, Klagenfurt 2012, ISBN 978-3-85129-897-0. (zuerst Sofia, 1968)
- Der Oberleutnant und die Macht. Erstmaliger deutschsprachiger Auszug aus Markovs Fernreportagen. In: europabrevier grenzenlos 2 – eine literarische Bulgarienreise, ein Puzzle & andere Wegbeschreibungen aus der Enge. (Anthologie; Thomas Frahm, Übersetzer und Hrsg. und Klaus Servene, Hrsg.; weitere Beiträge von: Christo Botev, Stojan Mihajlovski, Konstantin Pavlov, Angel Wagenstein, Vladimir Zarev, Kalin Terzijski, Galina Zlatareva, Ivan Kulekov, Mirela Ivanova, Kristin Dimitrova, Dimo Alexiev). Andiamo, Mannheim 2012, ISBN 978-3-936625-19-6.
- Reportagen aus der Ferne. Augenzeugenberichte aus Nachkriegs-Bulgarien. Übersetzt aus dem Bulgarischen und mit einer Einführung von Wolf Oschlies. Wieser, Klagenfurt 2014, ISBN 978-3-99029-094-1.[9]